# Yunocy
yunocy（ゆのしー 、1998年2月20日 - ）は、日本のストリーマー、グラビアアイドル、タレント、YouTuber。静岡県出身。G-STAR.PRO所属。ニックネームは「ゆのしー」。

## 略歴
- 芸能界デビューしたきっかけは、カメラと写真に興味があり、16歳の時撮影会に応募してみたところ、水着撮影会の被写体の応募フォームに間違えて応募してしまい、断りきれなかったこと[5]。見落とし間違いで始まったことから、デビューのきっかけを聞かれた場合は、話を濁すことが多い。
- 水着撮影会の被写体は、想像していたより平気で、小遣いも貯まるので悪くないと続けていたが、前述の経緯もあり両親に黙っていた。しかし母に部屋の掃除をされた際に、隠してあったモデル料と水着写真が大量に発見され、その後は両親公認となった[5]。
- 2015年から2017年3月まで声優ユニット「マジック&メイデン」の一員。
- 2018年3月、『ヤングガンガン』（スクウェア・エニックス）巻末グラビアで青年誌紙面デビュー[6]。
- 2018年11月、講談社主催・ミスiD2019を受賞[7]。
- 2019年9月、YouTubeチャンネル「チャンネルゆのしー」の運用を開始[8] 。
- 2019年、水沢柚乃によるプロジェクト「yunocy」を始動。 初のセルフプロデュースのフォトマガジン『HOLIC』が11月18日にリリースされ[9]、12月22日にはリリースイベントが開催された[10]。
- 2020年8月、社会人eスポーツリーグ「AFTER 6 LEAGUE」のアンバサダーに就任[11]。
- 2021年1月1日、「水沢柚乃」から「yunocy」（ゆのしー）と改名して活動していくことを自身のTwitter（現・X）で報告した[12]。
- 2021年2月、Razerとパートナーシップ締結した日本初の女性ストリーマーとなった[13]。
- 2021年7月、プロゲーミングチーム「FAV gaming」とスポーツブランド「Kappa」とのコラボグッズのモデルに起用される[14]。
- 2021年7月、#FR2が手掛けるeSports界へ向けた新ブランド「RAMUNE JUNKIE」のアンバサダーに就任した[15]。
- 2021年9月、「BEMANI PRO LEAGUE 2021」にてヒャダイン作詞作曲による応援ソング「No Day But Today!」をNU-KOと共に歌う事が発表された[16]。
- 2022年9月27日、自身の1st写真集『_inter/face』が発売された。これに先立って同月25日には先行発売記念イベントが高田馬場BSホールにて行われた。また同日20:00より、自身のTwitchチャンネルでオンラインサイン会も開催された。さらに10月15日には写真集購入者限定サイン会も同じく高田馬場BSホールにて開催された。

## 人物
- 高校時代は学内の誰とも喋ることができず、修学旅行、文化祭なども欠席。ゲームセンターに通い詰め、そこでは「オタサーの姫」状態だったという[17]。
- 得意ゲームは『SOUND VOLTEX』、『DrumMania』、『jubeat』、『Dance Dance Revolution』など音楽ゲーム全般[18]。『Shadowverse』などカードゲーム、『ストリートファイターV』シリーズ。帰宅後、朝10時までゲームをするという自他ともに認めるゲーム廃人。グラビア活動よりゲーム番組出演が主なことから、ゲーマーなのに水着になっている「露出狂ゲーマー（グラドル）[19]」[20]とも称される[21]。
- 普段からよくXを活用しており、Wikipediaの自分の記事を見た本人は「ウィキペディアの地雷臭すごいからもっとなんかかっこよく書いてだれか；；高校時代は友人にも恵まれ〜芸能界に憧れ事務所に入った〜って書いてお願い誰か；；」と自身のXアカウントで発言した[22]。
- 2018年の雑誌掲載時には『職業：露出狂』と記述されている[23]。
- 2017年12月から「#10秒グラビア」というタグでXに動画投稿を開始。4か月で10万を超えるフォロワー獲得に成功した[24]。フォロワーを増やすため周囲に相談した中で、広告関係者に10文字以内で数字とカタカナを入れたハッシュタグを入れた投稿をアドバイスされ、撮影会前の告知として行ったのがきっかけ[24]。このタグはのちに他のグラビアアイドルも使用するようになっている。
- 特技はゲーム全般。趣味はゲームセンター通い、絵を描くこと、ラーメン食べ歩き、コスプレ[25]。
- 2020年5月12日、ゲーム配信業界で話題となった『Jump King』という、ただひたすら登るだけのゲームに挑戦。延べ27時間をかけて踏破した[26]。

## 出演

### テレビ

#### レギュラー出演
- シャド場（2018年6月 - 、TOKYO MX）
- ヨエロスン尋〜全力お尋ねバラエティ〜（2019年5月4日 - 、SBS）

#### その他の出演番組
- 勇者ああああ〜ゲーム知識ゼロでもなんとなく見られるゲーム番組〜（2017年7月 - 2019年4月、テレビ東京）
- 村雨式キャンプ（2020年7月21日、フジテレビ）

### ラジオ

#### レギュラー出演
- リツアンSTCプレゼンツ“〇〇”のみんなおいでよ♪掛川居酒屋物語（2022年1月8日 - 、静岡放送）

### キャラクターステージ
- マジック＆メイデン（2015年 - 2017年、マジック＆メイデン製作委員会）- 山吹ゆの 役
- スマホゲーム『錬神のアストラル』 - 石神郁那依 役
- スマホゲーム『キックフライト』公式コスプレイヤー

### インターネット
- OPENREC.tv GUNSLINGER STRATOS （2015年11月）- レギュラー出演
- OPENREC.TV『ARCADE STATION』（2016年2月）- アシスタントMC
- ニコニコ生放送『シアトリズムファイナルファンタジーオールスター カーニバル』（2016年4月）- アシスタントMC
- BEMANI生放送（仮）（2016年5月）- ゲスト出演
- ニコニコ生放送『せがあぷニコ生』（2016年5月）- ゲスト出演
- お願い!ランキング （2016年5月、abemaTV）
- 【YOUDEAL LEAGUE】GUILTYGEAR Xrd-REVELATOR -REVELATOR- （2016年6月）- アシスタントMC
- 【格ゲー女子会2!】（2016年6月）- アールの部屋特別編 出演
- シリーズ最新作“BFB Champions”リリース直前スペシャル～ゲーム実況＆ユーロ・2016テレビ実況! （2016年6月）- アシスタントMC
- ニコニコ生放送『週刊アスキー』グラビアページ争奪戦 水着だらけのPCゲーミング大会 （2016年6月）
- OPENREC.TV RAGE Vol.2 GRAND FINALS –STREET FIGHTER V- （2016年7月）
- ニコニコ生放送『星界神話』 （2016年7月）
- ニコニコ生放送『セブンダーク』 （2016年8月）
- ニコニコ生放送『モンスターハンター エクスプロア公式生放送 祝!今日でちょうど一周年スペシャル! プレゼント大放出祭り☆』 - MCアシスタント
- 『SVENTHDARK』サービス開始記念 なるほど・ザ・セブンスダーク～秋の大罪スペシャル～
- ニコニコ生放送『シアトリズムファイナルファンタジーオールスター カーニバル』- アシスタントMC
- Shadowverse公式生放送【シャドバスアカデミー】（2016年8月）- レギュラー出演
- マジック＆メイデンのマジメにおやりなさい （2016年7月19日 - 2017年3月、ニコニコ生放送）
- ストリートファイターV 発売記念 特別企画『いい汗かこうぜ!芸能人TEAM対抗戦ゲームバトル』（2016年2月）
- STAR OCEAN PROGRAM（2017年12月6日 - 、ニコニコ生放送等）
- ニコニコ闘会議 JAEPO 『SOUND VOLTEX IV HEAVENLY HAVEN』The 6th KAC 決勝ラウンド - ゲスト出演
- グラドルデリバリー箱（2018年1月、 360Channel）VR作品[27]
- お尻を極めれば痩せる！？～1ヶ月ベルフィークイーン決定戦～スタート篇、結果篇（2018年4月21日[28] - 5月18日[29]、AbemaTV AbemaGOLD）
- 尻先輩・倉持由香 VRグラドル女子会（2018年5月27日、360Channel）[30]
- 尻先輩・倉持由香 VRグラドル女子会 Vol.2（2018年10月8日、360Channel）
- ニンジャラTV（2020年8月-、YouTube）
- PSO2 ニュージェネシス　- アシスタントMC（2021年4月22日、YouTube）
- BEMANI PRO LEAGUE 2021（2021年6月 - 、YouTube）
- GHS NIGHT Apex Legends EPISODE2（2021年6月20日、YouTube）
- 配信者ハイパーゲーム大会 (2023年3月25日・26日、OPENREC.tv) チームSHAKAの選手として出演
- 第2回配信者ハイパーゲーム大会 (2024年3月16日・17日、OPENREC.tv) チームSHAKAの選手として出演

### 映画
- 初恋スケッチ〜まいっちんぐマチコ先生〜（2018年9月）- 女子生徒 役
- ほっぷすてっぷじゃんぷッ！（2018年12月）- 羽黒優菜 役

## 作品

### ディスコグラフィ

#### アバターソング
| 発表日 | タイトル  | プロデューサー | 備考   |
| 2019年 | 2019年    | 2019年         | 2019年 |
| ------ | --------- | -------------- | ------ |
| 8月6日 | Time wave | PARKGOLF       | [ 31 ] |

#### キャラクターソング
| 発売日  | タイトル     | 歌                | 楽曲                             | 備考   |
| 2016年  | 2016年       | 2016年            | 2016年                           | 2016年 |
| ------- | ------------ | ----------------- | -------------------------------- | ------ |
| 9月28日 | Rainbow      | マジック&メイデン | 「Rainbow」 「ビビッドメモリー」 | [ 32 ] |
| 2017年  |              |                   |                                  |        |
| 3月1日  | PartyParty!! | マジック&メイデン | 「PartyParty!!」 「ツバサ」      | [ 32 ] |

### イメージビデオ
- 必撮！まるごと☆水沢柚乃【完全版】（2017年8月1日、アイロゴス　※配信限定)
- ゆのしー、初めての恋（2017年10月20日、イーネット・フロンティア)
- 青春の輝き（2018年2月15日、GUILD)[33]
- 好きよ❤センパイ（2018年5月20日、ラインコミュニケーションズ)
- 恥ずかしいオネダリ（2018年8月17日、双葉社)

### 写真集
- 嫌な顔されながらおパンツ見せてもらいたい写真集（2017年9月29日、一迅社、撮影：青山裕企） ISBN 978-4758015776
- A Morning Trip（2019年9月16日、マレットガール、撮影：桑島智輝）オークション形式での300部限定販売[34]
- yunocy_inter/face （2022年9月27日、白夜書房）

## 受賞歴
- 週刊アスキー主催「水着だらけのPCゲーミング大会！」優勝（2016年）[35]
- 第6回 「プロが選ぶアイドルDVD賞」 新人賞
- ミスiD2019